# Маћино Брдо
Маћино Брдо је насељено мјесто у општини Прњавор, Република Српска, БиХ. Према попису становништва из 1991. у насељу је живјело 170 становника.

## Становништво
У насељу постоји чешка етничка заједница која је насељена у периоду аустроугарске владавине.
| Демографија | Демографија | Демографија |
| Година      | Становника  | Становника  |
| ----------- | ----------- | ----------- |
| 1961.       | 230         |             |
| 1971.       | 224         |             |
| 1981.       | 226         |             |
| 1991.       | 170         |             |